# Expreso de Hogwarts

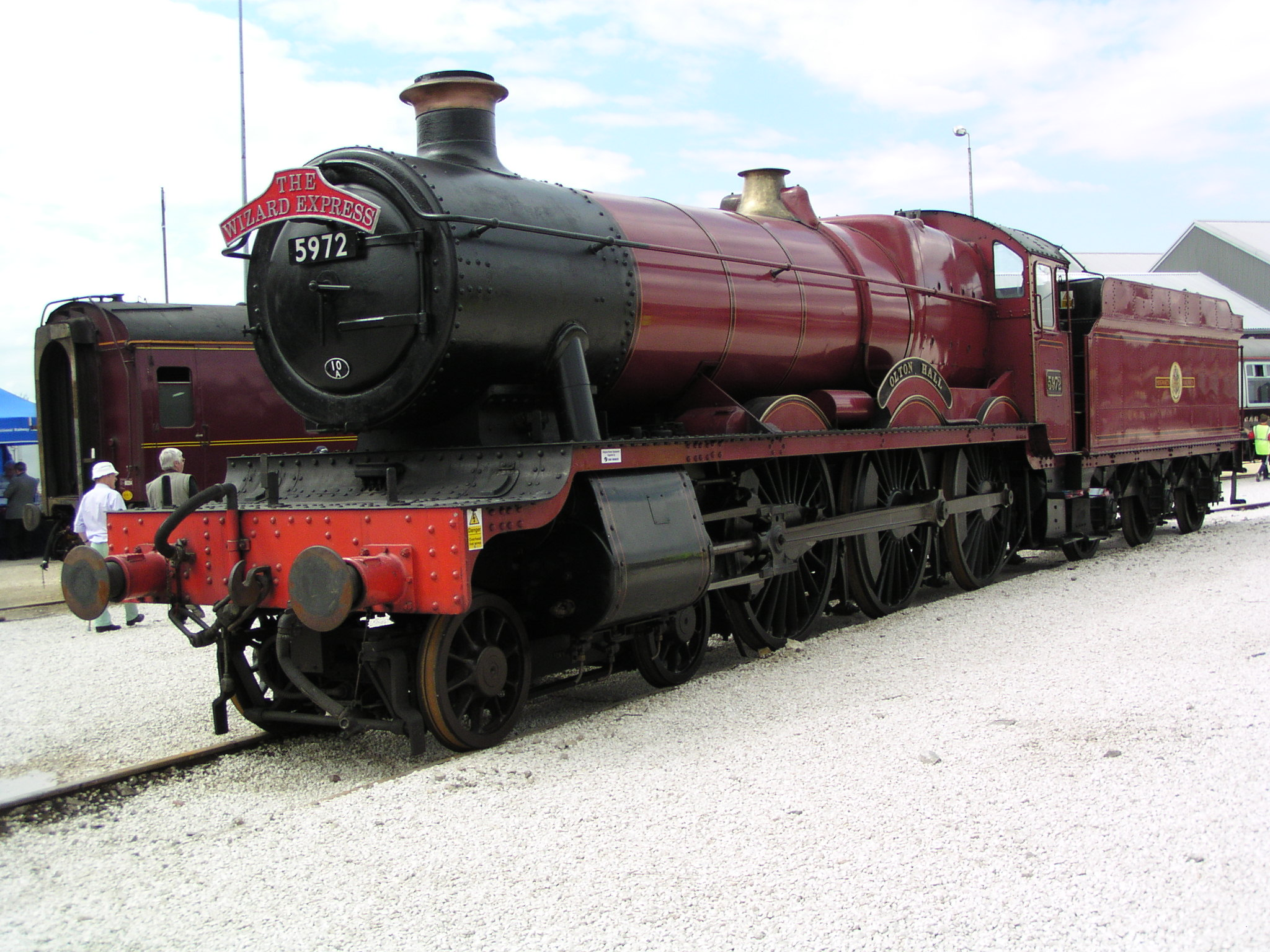
Locomotora GWR 4900 Class, No. 5972, utilizada como Expreso de Hogwarts en la versión cinematográfica de Harry Potter.

El Expreso de Hogwarts es un tren ficticio de color rojo escarlata que aparece en la serie de libros Harry Potter escrita por la autora británica J. K. Rowling. Es descrito como una gran serpiente roja que cursa el camino, desde el andén nueve y tres cuartos (9¾), en la estación de tren de King's Cross en Londres, al pueblo de Hogsmeade desde donde los alumnos van directo al Colegio Hogwarts de Magia y Hechicería.
En los libros y en las películas, se llega al Andén 9¾, el cual es invisible a los ojos de las personas que no poseen cualidades mágicas, (muggles) a través de la barrera entre los andenes 9 y 10.*
Al bajar en la estación de Hogsmeade, los estudiantes de primer año cruzan el lago en bote hacia el castillo de Hogwarts con Hagrid o quien haga su suplencia. Los estudiantes de los otros años son llevados en carruajes tirados por criaturas equinas que son invisibles a la mayoría de las personas llamadas "thestrals" (**).
Fue a bordo del Expreso de Hogwarts donde Harry Potter conoció por primera vez a sus dos mejores amigos, Ron Weasley y Hermione Granger. Viaja a bordo de este todos los años, excepto en su segundo año (en Harry Potter y la cámara secreta) cuando él y su amigo Ron perdieron el tren y tuvieron que viajar volando a Hogwarts en el automóvil de los padres de Ron.
El Expreso de Hogwarts es un tren de vapor sólo en apariencia, ya que funciona con magia.
(*) Hoy en día, dicho andén está señalizado en King's Cross.
(**) Los "thestrals" se descubren en el 5° libro de Harry Potter, Harry Potter y la Orden del Fénix.
- Datos: Q1251275
- Multimedia: Hogwarts Express / Q1251275